# Dobroszewo
Dobroszewo est un village de Pologne, située dans le gmina de Mrągowo, dans le powiat de Mrągowo, dans la voïvodie de Varmie-Mazurie.
Jusqu'en 2023, la localité fait partie du village de Grabowo.

## Source
- (en) Cet article est partiellement ou en totalité issu de l’article de Wikipédia en anglais intitulé « Dobroszewo » (voir la liste des auteurs).

1. ↑  (pl) « Rozporządzenie Ministra Spraw Wewnętrznych i Administracji z dnia 22 grudnia 2023 r. w sprawie ustalenia, zmiany i zniesienia urzędowych nazw i rodzajów niektórych miejscowości oraz obiektów fizjograficznych »  [PDF], sur isap.sejm.gov.pl, 28 décembre 2023 (consulté le 21 février 2025)